# Способный ученик (фильм)
«Спосо́бный учени́к» (англ. Apt Pupil) — драматический триллер американского режиссёра Брайана Сингера с Брэдом Ренфро и Иэном Маккелленом в главных ролях. История странных взаимоотношений американского школьника и скрывающегося от возмездия нацистского преступника. В основе сценария ленты лежит одноимённая повесть Стивена Кинга из сборника «Четыре сезона». Премьера картины состоялась 9 сентября 1998 года в рамках Венецианского кинофестиваля.

## Сюжет
Шестнадцатилетний юноша Тодд Боуден — лучший ученик в своём классе. Когда на уроке истории в школе рассказывают про Холокост, он всерьёз увлекается этой темой и начинает много читать о Второй мировой войне и концентрационных лагерях. Продвигаясь в своих исследованиях, Тодд случайно обнаруживает, что его пожилой сосед, известный как Артур Денкер, на самом деле Курт Дюссандер — нацистский военный преступник, в годы войны служивший комендантом концлагеря. Школьник не выдаёт Дюссандера, а, запугивая его угрозой разоблачения, заставляет рассказывать об уничтожении людей.
Проходит несколько месяцев, Тодд проводит много времени у старика, слушая его рассказы, и постепенно всё больше вовлекается в его прошлое. Он даже специально достаёт униформу оберштурмбаннфюрера СС и заставляет своего собеседника примерить её. Родителям Тодд объясняет, что читает подслеповатому соседу вслух газеты и книги. Неожиданно для себя парень попадает в ловушку. Теперь уже Дюссандер угрожает Тодду в случае разоблачения утянуть и его самого на дно, подробно рассказав, что Тодд целый год близко общался с нацистским военным преступником, хорошо зная о его прошлом. Под влиянием бесед с Дюссандером, в школьнике просыпается дремавшая до этого жестокость, его начинают преследовать видения концентрационных лагерей. Успеваемость Тодда сильно ухудшается, и школьный наставник Эдвард Фрэнч вызывает его родителей в школу. Курт Дюссандер берётся помочь своему юному другу. Он отправляется в школу и выдаёт себя за дедушку Тодда, но взамен требует от школьника, чтобы в конце семестра тот сдал все свои выпускные экзамены на отлично. Тодд поначалу считает, что это требование невыполнимо, но тем не менее изо всех сил берётся за учёбу, и ему это удаётся.
К Дюссандеру на улице пристаёт бродяга и пытается вытребовать у него пару услуг и немного денег; старик приглашает его в свой дом и всаживает в спину нож. Тут Дюссандера настигает сердечный приступ. Он звонит Тодду, тот прибегает, и ему приходится добить бродягу и подчистить следы.
Дюссандера отвозят в больницу. Там его опознаёт бывший узник концлагеря. Разоблачение нацистского преступника становится достоянием прессы, его фотографии попадают в газеты. Тодд вынужден объясняться, родителям он говорит, что ничего не знал о прошлом старика. В свою очередь, школьный наставник Фрэнч, узнавший в герое новостей «дедушку» своего ученика, не верит Тодду. Тодд в ответ угрожает наставнику обвинениями в сексуальных домогательствах, перед которыми тот отступает. В это время в больнице Курт Дюссандер кончает с собой за несколько минут до отправки в Израиль.

## В ролях
| Актёр          | Роль           |
| -------------- | -------------- |
| Брэд Ренфро    | Тодд Боуден    |
| Иэн Маккеллен  | Курт Дюссандер |
| Дэвид Швиммер  | Эдвард Фрэнч   |
| Энн Дауд       | Моника Боуден  |
| Брюс Дэвисон   | Ричард Боуден  |
| Джошуа Джексон | Джоуи          |
| Кевин Спиртас  | парамедик      |

## Художественные особенности
Фильм «Способный ученик» снят по одноимённой повести Стивена Кинга. В основу сценария лёг поздний вариант, более расширенный по сравнению с первой, сокращённой редакцией повести, вошедшей в сборник 1982 года «Четыре сезона» (Different Seasons). В частности, в сокращённой версии повести отсутствуют следующие эпизоды: попытка Дюссандера сжечь заживо кошку в духовке газовой плиты, убийство Дюссандером и Тоддом бродяги, превратно понявшего отношения старика с юношей и попытавшегося несколько нажиться на этом, и речь Тодда на выпускной церемонии.
Кроме того, сценарий ленты, написанный Брэндоном Бойсом, отличается от обеих версий повести возрастом Тодда Боудена и более мягким финалом: в повести Тодду всего тринадцать лет, а в финале книги он убивает своего школьного наставника Эдварда Фрэнча и окончательно сходит с ума — расстреливает прохожих из отцовского оружия; в итоге его убивает полиция.
Критика встретила картину неоднозначно, отмечая провокационность подхода режиссёра Брайана Сингера к проблеме Холокоста и отсутствие чётких моральных оценок поступкам главных героев фильма — нацистского преступника Курта Дюссандера и его «способного ученика» Тодда Боудена. Следующим же проектом Сингера стал высокобюджетный кинокомикс «Люди Икс» (2000).

## Награды
- Премия «Сатурн» (1999)
  - Лучший фильм ужасов
  - Лучшая роль второго плана: Иэн Маккеллен
- Премия Ассоциации телевизионных кинокритиков (1999)
  - Лучший актёр: Иэн Маккеллен
- Премия Общества кинокритиков Флориды (1999)
  - Лучший актёр: Иэн Маккеллен
- Токийский кинофестиваль (1998)
  - Лучший актёр: Брэд Ренфро

## Съёмки
- После того, как Стивен Кинг узнал, что его повесть собирается экранизировать Брайан Сингер, он продал права за 1 $. Кроме того, писатель исполнил камео — роль одного из гостей на выпускной церемонии.
- Одна из фотографий Курта Дюссандера времён Второй мировой войны была создана с применением настоящего снимка рейхсфюрера СС Генриха Гиммлера, лицо которого было заменено на лицо актёра Иэна Маккеллена.
- В картине «Способный ученик» есть несколько отсылок к прошлому режиссёра Брайана Сингера. Например, он задействовал в фильме имена реальных людей — учителей, преподававших в его родной школе в Нью-Джерси. Талисман баскетбольной команды Тодда Боудена и её цвета (зелёный и жёлтый) — те же, что были в школе Сингера. Кроме того, номер на футболке Тодда (85) совпадает с годом, когда режиссёр получил диплом о среднем образовании.
- Премьера фильма была отложена на некоторое время, так как у Американской киноассоциации (MPAA) возникли вопросы в связи со сценой в школьном душе, в которой фигурирует обнажённый Брэд Ренфро (на момент съёмок актёру не было шестнадцати лет). В итоге картина получила от MPAA прокатный рейтинг R.
- Незадолго до премьеры актёр Брэд Ренфро был арестован полицией по подозрению в хранении марихуаны и кокаина. 10 лет спустя, 15 января 2008 года, в возрасте 25 лет, Ренфро умер от передозировки героином.

## Отзывы
На сайте-агрегаторе Rotten Tomatoes фильм имеет рейтинг 53% на основе 55 критических отзывов.